# 南投地震 (2013年3月)
南投地震（なんとうじしん）は、2013年3月27日10時3分（現地時間）、台湾の南投県仁愛郷で発生したマグニチュード6.2の地震である。
日月潭での震度6を始め、震度5が南投・霧峰・員林、震度4が台中・阿里山・彰化・嘉義など、各地で大きな揺れを観測した。
この地震は、2400人以上の死者が出た1999年の921大地震の震央から十数kmの地点で起きた。